# Малий Шор'ял
Малий Шор'я́л (рос. Малый Шоръял, марій. Теми Шоръял) — присілок у складі Моркинського району Марій Ел, Росія. Входить до складу Семісолинського сільського поселення.

## Населення
Населення — 97 осіб (2010; 99 у 2002).
Національний склад (станом на 2002 рік):
- лучні марійці — 99 %